# Муравський шлях (гурт)
«Муравський шлях» (до 1983 року — «Слобожани») — український дослідницько-виконавський гурт з Харкова. Художній керівник — Галина Лук'янець.

## Історія

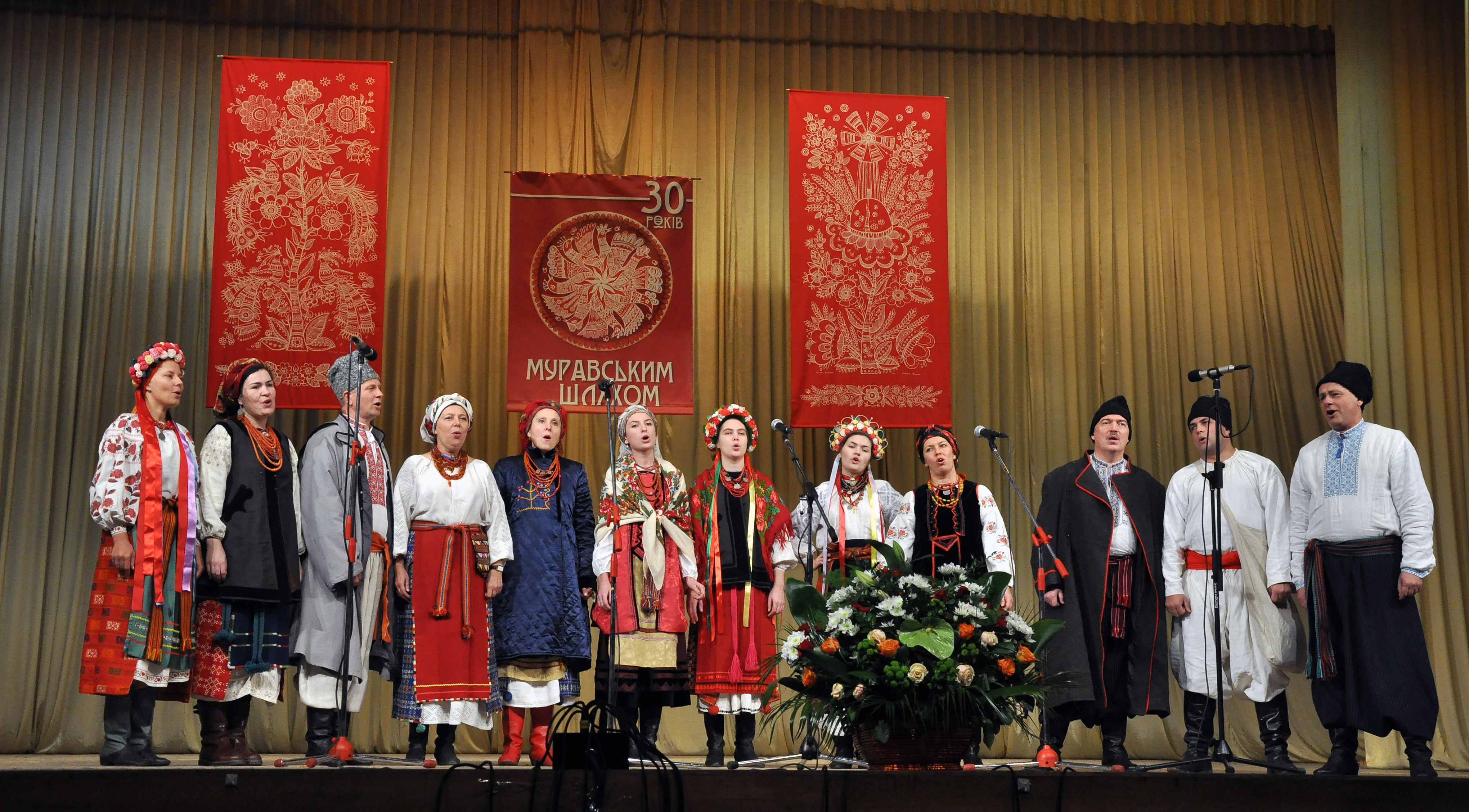
Гурт у 2013 році

1983 році при Харківському державному університеті імені О. М. Горького (зараз — Харківський національний університет імені В. Н. Каразіна) був заснований ансамбль «Слобожани», який у 1986 році отримав назву «Муравський шлях». Згодом колектив почав діяти при Харківському обласному центрі культури і мистецтва. З 1993 року художнім керівником гурту є Галина Василівна Лук'янець.
Репертуар гурту це традиційні народні пісні й танці. Крім того, учасники гурту займаються збором та дослідженням фольклору Слобідської України й Полтавщини. Гурт здебільшого складають викладачі та студенти. За час існування «Муравський шлях» був лауреатом різних конкурсів та фестивалів. Гурт також мав гастролі в Бельгії, Франції, Польщі, Литві та Естонії.
У 2013 році гурт відсвяткував своє 30-річчя. Після початку повномасштабного російського вторгнення колектив гурту «Муравський шлях» розпочав проєкт «Фольклор і війна», який досліджує фольклор Харківської області.